# الجحباء (الشعر)

تعديل مصدري - تعديل

الجحباء محلة تابعة لقرية الهلتي، التابعة لعزلة الا ملؤك بمديرية الشعر إحدى مديريات محافظة إب في الجمهورية اليمنية، بلغ تعداد سكانها 31 حسب تعداد اليمن لعام 2004.